# Gar Tsenye Dompu
Gar Tsenye Dompu (tibétain : མགར་བརྩན་སྙ་ལྡོམ་པུ, Wylie : mgar brtsan snya ldom pu, THL : Gar Tsenye Dompu ; chinois : 噶尔·赞聂多布 ; pinyin : gá'r zànniè duōbù ou 赞悉若, zànxīruò), décédé en 685 est le fils aîné de Gar Tongtsen Yülsung, il le remplace à sa mort au poste de lönchen (བློན་ཆེན་, blon chen, lönchen, chancelier et général de l'Empire du Tibet.